# Las Piñas
Las Piñas è una città componente delle Filippine, ubicata nella Regione Capitale Nazionale.
Las Piñas è formata da 20 baranggay:
- Almanza Uno
- Almanza Dos
- B. F. International Village
- Daniel Fajardo
- Elias Aldana
- Ilaya
- Manuyo Uno
- Manuyo Dos
- Pamplona Uno
- Pamplona Dos
- Pamplona Tres
- Pilar
- Pulang Lupa Uno
- Pulang Lupa Dos
- Talon Uno
- Talon Dos
- Talon Tres
- Talon Kuatro
- Talon Singko
- Zapote